# 肃远王
肃远王，中国古代封爵之一。

## 元朝
封地不详，为金镀银印龟纽王。
- 帖木兒不花，察合台孫不里之子，至元二十八年（1291年）封肅遠王，賜印。
- 鐵木兒不花，忽必烈第七子奥鲁赤长子，至元二十八年（1291年）封，大德三年封镇西武靖王，賜駝紐鎏金銀印。。